# T.J. Ford
Terrance Jerod „T.J.” Ford (ur. 24 marca 1983 w Houston) – amerykański koszykarz występujący na pozycji rozgrywającego.
Był laureatem najważniejszych nagród w szkole średniej i college'u. Ford wziął udział w drafcie NBA w 2003. Został wówczas wybrany w pierwszej rundzie z numerem ósmym przez Milwaukee Bucks.
Powtarzające się coraz częściej kontuzje nie pozwoliły Fordowi na rozegranie dużej ilości spotkań w Bucks. Kolejne mecze przemijały bez gry, a coraz szybciej zbliżał się okres końca jego kariery, jednak w 2005 zespół oficjalnie ogłosił, że Ford będzie mógł nadal grać. Przed rozpoczęciem sezonu 2006/07 trafił do Toronto Raptors, gdzie został podstawowym zawodnikiem drużyny. Wraz z nowym zespołem wygrał Atlantic Division i awansował do playoffów. Po odniesieniu kontuzji przed sezonem 2007/08, Ford stracił miejsce w podstawowym składzie i został sprzedany do Indiany Pacers. W 2011 Ford podpisał kontrakt z San Antonio Spurs. T.J. Ford prowadzi fundację własnego imienia (ang. T.J. Ford Foundation), która od 2004 pomaga w nauce i odnalezieniu się w środowisku dzieciom i rodzinom znajdującym się w złej sytuacji materialnej.

## Dzieciństwo i młodość
Moje najważniejsze wspomnienia dotyczą dzieciństwa gdy grałem w koszykówkę na podwórku. Mój tata uczył mnie podstaw a ja wraz z moim bratem graliśmy 1-1

Urodził się w Houston, jego rodzicami są Leo i Mary Ford, imię Terrance Jerod "T.J." zostało mu nadane przez matkę w chwili urodzenia. Od najmłodszych lat T.J. marzył o koszykówce, także już jako młody kibic oglądał finał NBA 1990, w którym Houston Rockets powrócili na mistrzowski tron. Po raz pierwszy w prawdziwym meczu koszykarskim Ford zagrał w szkole średniej Willowridge High School. Wraz z nim w składzie Willowridge ustanowili rekord 75 zwycięstw i jedna porażka (w tym w 62 grał od początku) w jego dwóch ostatnich sezonach. Zdobył tam kilka tytułów Texas Class 5A (klasy krajowej). W 2001 wystąpił w meczu gwiazd amerykańskich szkół średnich - McDonald’s All-American.
Następnie u T.J. zdiagnozowano zwężenie kanału kręgowego, jednak udało mu się wrócić do koszykówki i do gry dla Texas Longhorns na sezony 2001/02, 2002/03.
Podczas swojego pierwszego sezonu w Teksasie Ford nie tylko przodował w zespole w ilości przechwytów i minut na mecz, ale także został pierwszym debiutantem w historii NCAA, który prowadził w klasyfikacji asyst (8, 27 na mecz). Świetna gra T.J. spowodowała, że Texas Longhorns awansowali do Sweet Sixteen, a w piętnastu z tych meczów zaliczył dwucyfrową liczbę asyst, co pozwoliło mu na mianowanie go Big 12 Freshman of the Year. W 2003 roku, już jako student drugiego roku, zajął trzecie miejsce w klasyfikacji asyst. W zespole Longhorns przodował w klasyfikacji punktowej, przejęć i asyst. Ford był także MVP regionu południowego, prowadząc Teksas do pierwszego Final Four od 1947. Pod koniec sezonu został wybrany do First Team All-America. Zdobył wtedy także wiele prestiżowych nagród, takich jak: Naismith College Player of the Year, John Wooden awards i został wybrany Player of the Year przez Sports Illustrated, The Sporting News, ESPN.com i CBS SportsLine. Chcąc uczcić świetną grę Forda, University of Texas at Austin, zastrzegł jego numer #11, tym samym stał się czwartym sportowcem w historii uniwersytetu, a pierwszym koszykarzem, którego numer zastrzeżono. Tą czwórką byli Earl Campbell, Ricky Williams, Roger Clemens, Vince Young, a obecnie dołączył do nich Kevin Durant.

## Kariera w NBA

### Pierwszy sezon
T.J. wiedział, że stać go na więcej niż na grę w college. Po drugim roku studiów postanowił przejść na zawodowstwo i aby dołączyć do NBA wziął udział w Drafcie 2003, a liga na swojej stronie ogłaszała, że jest to zawodnik z takim talentem, że w niedługim czasie będzie mógł stać się nowym Larrym Birdem lub Magiciem Johnsonem. Ford został wybrany z ósmym numerem, w rundzie pierwszej, przez Milwaukee Bucks. Ten draft jest uznawany za jeden z najlepszych w historii, brały w nim udział przyszłe wielkie gwiazdy, występujące także w NBA All-Star Game takie jak: LeBron James, Carmelo Anthony, Dwyane Wade czy Chris Bosh. W swoim pierwszym sezonie, czyli 2003/04, był najlepszy w Bucks pod względem asyst, z bilansem 6,5, przy nieco ponad siedmiu punktach na spotkanie. Ford został wybrany do II składu debiutantów NBA. Jednak grał w tylko 55 meczach, ponieważ kontuzja zmusiła go do opuszczenia 26 meczów sezonu zasadniczego i całych Playoffów 2004. Doznał poważnego uszkodzenia ciała, podczas domowego spotkania z Minnesota Timberwolves, gdzie upadł na kość ogonową po faulu centra Marka Madsena. Uszkodził rdzeń kręgowy, co powinno mu uniemożliwić kontynuowanie kariery.

### Po kontuzji
Ford opuścił cały sezon 2004/05 z powodu poważnego uszkodzenia rdzenia kręgowego. W czerwcu 2005, dr Robert Watkins z Los Angeles Spine Surgery Institute oświadczył, że T.J. został całkowicie wyleczony i będzie mógł wrócić do gry. Rozgrywający intensywnie trenował przez kilka miesięcy w rodzinnym Houston, pod nadzorem byłego koszykarza NBA Johna Lucasa. Razem pracowali nad celnością, wytrzymałością i siłą Forda. T.J. powrócił do Bucks podczas letniego obozu treningowego. Swoje pierwsze spotkanie po powrocie na parkiet gry rozegrał 1 listopada 2005, gdzie był blisko uzyskania triple-double (z 16 punktami, 14 asystami i 9 zbiórkami podczas 34 minut gry) w wygranym przez Milwaukee 117-108 wyjazdowym spotkaniu z Philadelphią 76ers. W sezonie po osiągnięciach Forda nie było widać żadnych skutków kontuzji, grał z taką samą szybkością i celnością rzutów co w swoim debiutanckim sezonie. Sezon regularny zakończył z nieco ponad 12 punktami na mecz i prawie 7 asystami, lecz stwierdził, że Bucks nie grają już zbyt szybko i dynamicznie. Nowy trener Terry Stotts bardziej zaczął polegać na wysoko skaczącym rzucającym obrońcy Michaelu Reddzie, dobrej defensywie Andrew Boguta i Jamaala Magloire i szybko rozwijającym się rozgrywającym Mo Williamsie, wiec Ford stał się mniej ważnym zawodnikiem.

### Wymiana do Raptors
W pewnym sensie całe moje życie poświęciłem na walkę z chorym kręgosłupem, która była dla mnie szczęściem w nieszczęściu. To mi pomogło docenić grę i cieszyć się, że nadal mogę grać na najwyższym poziomie. W każdym meczu bo gra jest wszystkim co mam

Po sezonie 2005/06 nowo mianowany przez Toronto Raptors generalny manager Bryan Colangelo, przygotowywał zespół do nowo nadchodzącego sezonu 2006/07. Po przemyśleniach okazało się, że brakował im rozgrywającego „pierwszej 5”. Znalazł Forda. Wymienił go z Milwaukee Bucks za dobrze zapowiadającego się silnego skrzydłowego Charliego Villanueve. Owa wymiana była na początku ogłoszona „wielkim niewypałem”, ze względu na kontuzję Forda, lecz w szybkim czasie T.J. zadomowił się w zespole, jako podstawowy rozgrywający, tworząc wraz z Chrisem Boshem świetną parę, która stanowiła o sile Raptors. Ford spotkał dawnego znajomego z drugiego roku studiów, a także rozgrywającego José Calderóna, który zastępował go gdy Ford został kontuzjowany na kilka spotkań. Niezależnie od jego tempa gry, Ford został wybrany najszybszym koszykarzem NBA w 2007, przez Sports Illustrated (w badani wzięło udział 271 graczy). Dobra umiejętność przechwytów, była bardzo ważna w jego inauguracyjnym sezonie. 20 grudnia 2006 rzucił zwycięskiego kosza w spotkaniu z Los Angeles Clippers, a dwa dni później okazało się, że rzut był wykonany po skończeniu gry. W następnym meczu z Portland Trail Blazers, także przyczynił się w dużym stopniu do zwycięstwa za pomocą asyst. Umiejętności Forda w przechwytywaniu piłki, były ponownie widoczne w wygranym 120-119 spotkaniu z Seattle SuperSonics, gdzie zdobył najwięcej punktów i do tego jeden z nich znowu dał Raptors zwycięstwo. Jego wysoka forma trwała dalej. Dało się poznać w spotkaniu z New York Knicks, kiedy miał 18 asyst, co ustanowiło jego rekord życiowy, a także wyrównało rekord Raptors ustanowiony przez Damona Studemiora. Sezon regularny 2006/07, Ford, zakończył z wynikiem 14 punktów na mecz i prawie ośmiu asyst, co było jego najlepszym wynikiem w karierze. Przypisuje mu się także dojście do playoffów po raz pierwszy od pięciu lat, a także pomoc w wygraniu dywizji. W 2007 NBA Playoffs, zaliczył średnią 16 punktów na mecz i 4 asyst, ale Toronto przegrało cztery do dwóch z New Jersey Nets w pierwszej rundzie.
Przed sezonem 2007/08 Ford zaczął się koncentrować by zdobywać coraz więcej asyst. Po początku sezonu, trener Sam Mitchell zaczął zmieniać skład rotując pomiędzy Fordem a Calderónem, co dało dobry efekt. Dnia 11 grudnia 2007 po rażącym faulu Ala Horforda, Ford doznał poważnej kontuzji w meczu z Atlanta Hawks. Był przytomny, jednak nie mógł się poruszać, więc został zwieziony z parkietu. Gdy T.J. nie był zdolny do gry, Calderón wykazał się dużo lepszą grą, jako rozgrywający „pierwszej 5”. Jednak po spędzeniu kilku tygodni na treningach ze starym trenerem Johnem Lucasem w Houston, Ford powrócił do gry 4 lutego 2008, jednak już jako rezerwowy. Pod koniec sezonu nie było zbyt wiele spekulacji, że Raptors będą próbować wymienić Forda, oryginalnie jednak chcieli przebudować zespół stawiając na młodszego Calderóna. W playoffach 2008 Toronto w pierwszej rundzie rywalizowało z Orlando Magic, opinie ekspertów wnioskowały, że dwaj dobrzy, wyrównani poziomem gry rozgrywający, mogą być kluczem do zwycięstwa. Podczas gdy Ford słabo grał w pierwszych dwóch meczach, które przegrali, w trzecim zaprezentowawszy się świetnie, co doprowadziło do bilansu 1-2. Raptors zostali jednak wyeliminowani w piątym meczu, a nie stosowanie się Forda do zaleceń trenera podczas gry w playoffach, sprawiły, że stał się on głębokim rezerwowym, co doprowadziło do różnych spekulacji na temat wymiany z jego udziałem.

### Indiana Pacers

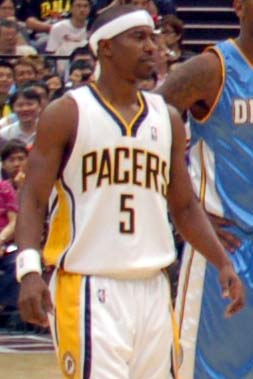
Ford reprezentujący Pacers

Przed 2008 NBA Draft, Raptors stwierdzili że oddadzą Forda do Indiany Pacers w zamian za Jermaine O’Neala i 42 numer w drafcie (Nathan Jawai). Kanadyjczycy oprócz Forda, wysłali jeszcze do klubu z Indianapolis, dwóch graczy i numer 17 w drafcie. Tymi zawodnikami byli: Rasho Nesterovič, Maceo Baston, a w drafcie wybrali Roya Hibberta, a ponieważ wymiana nie była wykonana w „okienku transferowym”, to była sfinalizowana dopiero 9 lipca 2008. W Pacers Ford dobrze zaczął, wchodząc od razu do pierwszego składu, wyrzucając z niego Jaretta Jacka, który także był rozgrywającym. Chociaż od czasów kontuzji T.J. nie mógł grać na maksymalnym poziomie, to i tak był ważnym punktem ofensywy zespołu. W dniu 1 lutego 2009, Ford, w meczu z New York Knicks, ustanowił swój rekord kariery rzucając 36 punktów, tym samym pobijając poprzedni rekord ustanowiony w tym samym tygodniu. Jednak Pacers nie awansowali do 2009 NBA Playoffs, przegrywając pozycję z Detroit Pistons.

### San Antonio Spurs
9 grudnia 2011 Ford podpisał kontrakt z San Antonio Spurs. 12 marca 2012, po zagraniu w 14 spotkaniach, ogłosił na Twitterze koniec kariery. 15 marca 2012, wraz z Richardem Jeffersonem oraz prawem do wyboru w pierwszej rundzie draftu 2012, został wymieniony do Golden State Warriors. Ford został zwolniony przez Warriors. 13 marca 2012 roku zakończył sportową karierę.

## Osiągnięcia
Na podstawie o ile nie zaznaczono inaczej.
NCAA
- Uczestnik rozgrywek:
  - NCAA Final Four (2003)
  - Sweet 16 turnieju NCAA (2002, 2003)
- Koszykarz roku:
  - NCAA:
    - według Sporting News (2003)[38]
    - im. Johna R. Woodena (2003)[39]
    - im. Naismitha (2003)[40]
- Najlepszy pierwszoroczny koszykarz:
  - NCAA według USBWA (2002)[41]
  - Big 12 (2002)[42]
- MVP turnieju Coaches vs. Classic (2003)
- Zaliczony do:
  - I składu:
    - All-American (2003)
    - Big 12 (2003)
    - turnieju:
      - Big 12 (2002)
      - Coaches vs. Classic (2003)
      - Great Alaska Shootout (2002)

  - II składu Big 12 (2002)
  - składu honorable mention All-American (2002 przez Associated Press)
- Lider NCAA w asystach (2002)[43]
- Drużyna Taxas Longhorns zastrzegła należący do niego numer 11

NBA
- Zaliczony do II składu debiutantów NBA (2004)[44]
- Uczestnik Rising Stars Challenge (2006)
- Zawodnik tygodnia NBA (7.1.2005)

## Statystyki
Na podstawie Basketball-Reference.com (ang.)

### Sezon regularny
| Sezon   | Drużyna     | M   | S5  | MPG  | FG%   | 3P%   | FT%   | RPG | APG | SPG | BPG | PPG  |
| ------- | ----------- | --- | --- | ---- | ----- | ----- | ----- | --- | --- | --- | --- | ---- |
| 2003/04 | Milwaukee   | 55  | 55  | 26,8 | 38,4% | 23,8% | 81,6% | 3,2 | 6,5 | 1,1 | 0,1 | 7,1  |
| 2005/06 | Milwaukee   | 72  | 70  | 35,5 | 41,6% | 33,7% | 75,4% | 4,3 | 6,6 | 1,4 | 0,1 | 12,2 |
| 2006/07 | Toronto     | 75  | 71  | 29,9 | 43,6% | 30,4% | 81,9% | 3,1 | 7,9 | 1,3 | 0,1 | 14,0 |
| 2007/08 | Toronto     | 51  | 26  | 23,5 | 46,9% | 29,4% | 88,0% | 2,0 | 6,1 | 1,1 | 0,0 | 12,1 |
| 2008/09 | Indiana     | 74  | 49  | 30,5 | 45,2% | 33,7% | 87,2% | 3,5 | 5,3 | 1,2 | 0,2 | 14,9 |
| 2009/10 | Indiana     | 47  | 32  | 25,3 | 44,5% | 16,0% | 77,0% | 3,2 | 3,8 | 0,9 | 0,2 | 10,3 |
| 2010/11 | Indiana     | 41  | 3   | 18,9 | 38,6% | 18,8% | 72,9% | 2,0 | 3,4 | 0,9 | 0,2 | 5,4  |
| 2011/12 | San Antonio | 14  | 0   | 13,6 | 44,2% | 25,0% | 78,6% | 1,3 | 3,2 | 0,6 | 0,1 | 3,6  |
| Razem   |             | 429 | 306 | 27,7 | 43,3% | 28,9% | 81,5% | 3,1 | 5,8 | 1,2 | 0,1 | 11,2 |

### Play-offy
| Sezon | Drużyna   | M  | S5 | MPG  | FG%   | 3P%   | FT%   | RPG | APG | SPG | BPG | PPG  |
| ----- | --------- | -- | -- | ---- | ----- | ----- | ----- | --- | --- | --- | --- | ---- |
| 2006  | Milwaukee | 5  | 5  | 32,4 | 49,0% | 40,0% | 91,7% | 4,0 | 6,4 | 0,6 | 0,0 | 12,6 |
| 2007  | Toronto   | 6  | 5  | 22,7 | 48,7% | 50,0% | 81,0% | 1,7 | 4,0 | 1,2 | 0,3 | 16,0 |
| 2008  | Toronto   | 5  | 5  | 24,8 | 36,2% | 12,5% | 93,8% | 4,4 | 6,6 | 1,0 | 0,0 | 11,6 |
| 2011  | Indiana   | 2  | 0  | 7,0  | 100%  | 100%  | –     | 0,5 | 1,0 | 0,0 | 0,0 | 3,5  |
| Razem |           | 18 | 15 | 24,2 | 45,7% | 37,5% | 87,8% | 2,9 | 5,1 | 0,8 | 0,1 | 12,4 |

## Życie prywatne

### T.J. Ford Foundation
Ford założył fundację we wrześniu 2004. Organizację która ma na celu pomoc osóbom znajdującym się w złej sytuacji, w celu ich rozwoju: edukacji, rekreacji, fizyczności i dobrobytu społecznego we współpracy z rodzinami i wspólnotami. Owa ma swoje filie w stanie Teksas i w Milwaukee w stanie Wisconsin.

### Muzyka
T.J. Ford występuje w utworze rapera Paul Walla „Get Aphilliated”, gdzie Ford rapuje „I'm like that T.J. Ford, I'm deadly on them threes”, co po Polsku znaczy „Jestem T.J. Ford nieśmiertelny król „trójek”. Także w Break Bread, gdzie jednak Wall podaje się za niego